# Крістінестад
Крістінестад (швед. Kristinestad), або Крістійнанкаупункі (фін. Kristiinankaupunki)  — місто в західній частині Фінляндії на березі Ботнічної затоки. Провінція Пог'янмаа.
Населення  — 7009 осіб (2014), площа  — 682,53 км², водяне дзеркало  — 14,66 км², щільність населення  — 10,27 осіб/км². Населення двомовне, з більшістю шведських мовців  — 57 %, фінських  — 42 %.

## Історія
Місто засноване у 1649 на честь шведської королеви Христини. Крістінестад відомий старим містом з маленькими дерев'яними будинками і вузькими вуличками.